# Persone di nome Adolfo
| Questa pagina contiene informazioni ricavate automaticamente dalle voci biografiche con l'ausilio del template Bio e di un bot. L'aggiornamento è periodico e automatico e ricostruisce completamente la pagina. Se manca una persona in questa lista, sei pregato di non aggiungerla, ma accertati piuttosto che la sua voce biografica contenga il template Bio e che i dati anagrafici siano correttamente compilati. Se il template Bio manca, inseriscilo tu stesso o, in alternativa, metti l'avviso {{tmp\|Bio}} che ne segnala la mancanza. Se i dati riportati sono sbagliati, correggi direttamente la voce biografica; le modifiche saranno visibili in questa lista entro pochi giorni. Per chiarimenti vedi il progetto antroponimi. La lista contiene solo le 283 persone che sono citate nell'enciclopedia e per le quali è stato implementato correttamente il template Bio. Pagina aggiornata al 6 ago 2025. |

Questa è una lista di persone presenti nell'enciclopedia che hanno il nome Adolfo, suddivise per attività principale.

## Abati(1)
- Adolfo di Dalberg, abate tedesco (Spira, n. 1678 - Hammelburg, † 1737)

## Agronomi(1)
- Adolfo di Bérenger, agronomo italiano (Monaco di Baviera, n. 1815 - Roma, † 1895)

## Allenatori di calcio(3)
- Adolfo Baloncieri, allenatore di calcio e calciatore italiano (Castelceriolo, n. 1897 - Genova, † 1986)
- Adolfo Chiti, allenatore di calcio e calciatore italiano (Pistoia, n. 1905 - Pistoia, † 1989)
- Adolfo Pedernera, allenatore di calcio e calciatore argentino (Buenos Aires, n. 1918 - Buenos Aires, † 1995)

## Allenatori di calcio a 5(1)
- Adolfo Ruiz-Díaz, allenatore di calcio a 5 e ex giocatore di calcio a 5 paraguaiano (n. 1957)

## Architetti(4)
- Adolfo Fernández Casanova, architetto spagnolo (Pamplona, n. 1843 - Madrid, † 1915)
- Adolfo Coppedè, architetto italiano (Firenze, n. 1871 - Montemurlo, † 1951)
- Adolfo Magrini, architetto italiano (Argenta, n. 1858 - Ferrara, † 1931)
- Adolfo Natalini, architetto italiano (Pistoia, n. 1941 - Firenze, † 2020)

## Arcivescovi cattolici(3)
- Adolfo II di Nassau, arcivescovo cattolico tedesco (n. 1422 - Eltville am Rhein, † 1475)
- Adolfo di Altena, arcivescovo cattolico tedesco (Neuss, † 1220)
- Adolfo Turchi, arcivescovo cattolico italiano (Longiano, n. 1863 - L'Aquila, † 1929)

## Astronomi(1)
- Adolfo Venturi, astronomo e matematico italiano (Firenze, n. 1852 - Palermo, † 1914)

## Attivisti(2)
- Adolfo Pérez Esquivel, pacifista argentino (Buenos Aires, n. 1931)
- Adolfo Sansolini, attivista italiano (Roma, n. 1966)

## Attori(6)
- Adolfo Celi, attore, regista e sceneggiatore italiano (Messina, n. 1922 - Siena, † 1986)
- Adolfo Fenoglio, attore e doppiatore italiano (Torino, n. 1936)
- Adolfo Geri, attore e doppiatore italiano (Napoli, n. 1912 - Roma, † 1988)
- Adolfo Lastretti, attore e doppiatore italiano (Tempio Pausania, n. 1937 - Loiano, † 2018)
- Tito LeDuc, attore e coreografo messicano (Veracruz, n. 1922 - Roma, † 1998)
- Adolfo Marsillach, attore, regista e scrittore spagnolo (Barcellona, n. 1928 - Madrid, † 2002)

## Autori televisivi(1)
- Adolfo Perani, autore televisivo, regista radiofonico e paroliere italiano

## Avvocati(7)
- Adolfo Cardin Fontana, avvocato e politico italiano (Padova, † 1914)
- Adolfo Cilento, avvocato e politico italiano (Castellabate, n. 1874 - Salerno, † 1951)
- Adolfo Quintieri, avvocato e politico italiano (Cosenza, n. 1887 - Cosenza, † 1970)
- Adolfo Rodríguez Saá, avvocato e politico argentino (San Luis, n. 1947)
- Adolfo Tino, avvocato, giornalista e banchiere italiano (Avellino, n. 1900 - Milano, † 1977)
- Adolfo Zerboglio, avvocato, politico e giornalista italiano (Torino, n. 1866 - Pisa, † 1952)
- Adolfo de Bertolini, avvocato e politico italiano (Trento, n. 1871 - Sopramonte, † 1946)

## Bibliotecari(2)
- Adolfo Cetto, bibliotecario italiano (Selva di Levico, n. 1873 - Trento, † 1963)
- Adolfo Mabellini, bibliotecario e letterato italiano (Livorno, n. 1862 - Fano, † 1939)

## Bobbisti(1)
- Adolfo Bocchi, bobbista italiano (n. 1892)

## Botanici(1)
- Adolfo Targioni Tozzetti, botanico, zoologo e entomologo italiano (Firenze, n. 1823 - Firenze, † 1902)

## Calciatori(44)
- Adolfo Agosti, calciatore italiano (Bolzaneto, n. 1912 - Madrid, † 1991)
- Adolfo Aldana, ex calciatore spagnolo (San Roque, n. 1966)
- Adolfo Atienza, calciatore spagnolo (Madrid, n. 1927 - † 2008)
- Adolfo Barán, ex calciatore uruguaiano (Montevideo, n. 1961)
- Nicolás Barán, ex calciatore uruguaiano (Montevideo, n. 1990)
- Adolfo Bautista, ex calciatore messicano (Dolores Hidalgo, n. 1979)
- Adolfo Bellucci, calciatore italiano (Gubbio, n. 1918)
- Gustavo Benítez, ex calciatore e allenatore di calcio paraguaiano (Paraguarí, n. 1953)
- Adolfo Bielli, ex calciatore argentino (Buenos Aires, n. 1940)
- Adolfo Bolognini, calciatore e allenatore di calcio italiano (Ancona, n. 1908)
- Mario Carnevale, ex calciatore italiano (Montalto Uffugo, n. 1947)
- Adolfo Celli, calciatore argentino (Santa Fe, n. 1896 - † 1968)
- Adolfo Contoli, calciatore, multiplista e ostacolista italiano (Bologna, n. 1898 - Casalecchio di Reno, † 1988)
- Adolfo Cornazzani, calciatore italiano (Genova, n. 1902 - Genova, † 1975)
- Adolfo Dusi, calciatore e allenatore di calcio italiano (Milano, n. 1908 - † 1984)
- Adolfo Fanconi, calciatore, allenatore di calcio e dirigente sportivo italiano (Carpi, n. 1885 - Carpi, † 1974)
- Adolfo Gaich, calciatore argentino (Bengolea, n. 1999)
- Adolfo Giuntoli, calciatore italiano (Torino, n. 1913 - Rapallo, † 1981)
- Adolfo Gnecco, calciatore italiano (Genova, n. 1891 - Zagorje, † 1915)
- Adolfo Gori, ex calciatore e allenatore di calcio italiano (Viareggio, n. 1939)
- Adolfo Heisinger, calciatore argentino (Tigre, n. 1898 - Tigre, † 1976)
- Adolfo Hirsch, calciatore argentino (Guerrico, n. 1986)
- Adolfo Jara, ex calciatore e ex giocatore di calcio a 5 paraguaiano (Asunción, n. 1965)
- Adolfo Lima, calciatore uruguaiano (Cerro Largo, n. 1990)
- Adolfo Liuzzi, calciatore italiano (Arta Terme, n. 1903)
- Adolfo Machado, ex calciatore panamense (Panama, n. 1985)
- Adolfo Mandosso, calciatore italiano (Alessandria, n. 1904 - Grosseto, † 1980)
- Adolfo Morello, ex calciatore argentino (Buenos Aires, n. 1931)
- Adolfo Muñoz, calciatore ecuadoriano (Buena Fé, n. 1997)
- Adolfo Nef, ex calciatore cileno (Lota, n. 1946)
- Adolfo Peel Yates, calciatore inglese
- Adolfo Pollastro, calciatore italiano
- Adolfo Riquelme, calciatore paraguaiano (San Antonio, n. 1928 - Asunción, † 2022)
- Adolfo Rosso, calciatore italiano
- Adolfo Sormani, ex calciatore e allenatore di calcio italiano (Genova, n. 1965)
- Adolfo Soto, ex calciatore paraguaiano (Iturbe, n. 1947)
- Adolfo Daniele Speranza, ex calciatore italiano (Castel San Giovanni, n. 1979)
- Adolfo Spiller, calciatore svizzero (n. 1910 - La Neuveville, † 1970)
- Adolfo Suárez Morán, calciatore spagnolo (Gijón, n. 1908 - † 1968)
- Adolfo Valencia, ex calciatore colombiano (Buenaventura, n. 1968)
- Adolfo Vázquez, ex calciatore argentino (Buenos Aires, n. 1936)
- Adolfo Zeoli, ex calciatore uruguaiano (Montevideo, n. 1962)
- Adolfo Zumelzú, calciatore argentino (Buenos Aires, n. 1902 - Buenos Aires, † 1973)
- Adolfo Calisto, calciatore portoghese (Barreiro, n. 1944 - Lisbona, † 2024)

## Cantanti(2)
- Morby, cantante italiano (Firenze, n. 1965)
- Pierfilippi, cantante italiano (Lugo, n. 1938)

## Cardinali(1)
- Adolfo Antonio Suárez Rivera, cardinale e arcivescovo cattolico messicano (San Cristóbal de Las Casas, n. 1927 - Monterrey, † 2008)

## Cestisti(7)
- Adolfo Damian Berdun, cestista argentino (San Nicolás de los Arroyos, n. 1981)
- Adolfo Lubnicki, cestista argentino (Charata, n. 1933 - † 2015)
- Adolfo López, cestista paraguaiano (Asunción, n. 1989)
- Adolfo Mazzini, cestista italiano (Macerata, n. 1909 - Roma, † 2006)
- Adolfo Medrick, cestista panamense (Panama, n. 1956 - Panama, † 2018)
- Adolfo Perazzo, ex cestista argentino (n. 1951)
- Adolfo Porrata, ex cestista portoricano (Santurce, n. 1948)

## Chimici(1)
- Adolfo Quilico, chimico italiano (Milano, n. 1902 - Milano, † 1982)

## Chitarristi(1)
- Adolfo Merella, chitarrista italiano (Usini, n. 1908 - † 1981)

## Ciclisti su strada(6)
- Adolfo Bordoni, ciclista su strada italiano (Foligno, n. 1905 - Foligno, † 1962)
- Alfo Ferrari, ciclista su strada italiano (Sospiro, n. 1924 - Sospiro, † 1998)
- Adolfo Grosso, ciclista su strada e pistard italiano (Camalò, n. 1927 - Ponte della Priula, † 1980)
- Adolfo Leoni, ciclista su strada e pistard italiano (Gualdo Tadino, n. 1917 - Massa, † 1970)
- Adolfo Mazza, ciclista su strada e imprenditore italiano (Rivanazzano, n. 1865 - Genova, † 1956)
- Adolfo Ruscelli, ciclista su strada e pistard italiano (Milano, n. 1873 - Milano, † 1924)

## Collezionisti d'arte(1)
- Adolfo Carmine, collezionista d'arte svizzero (Bellinzona, n. 1866 - Calenzano, † 1944)

## Comici(1)
- Adolfo Margiotta, comico, personaggio televisivo e attore italiano (Torre del Greco, n. 1957)

## Compositori(2)
- Adolfo Bassi, compositore e tenore italiano (Napoli, n. 1775 - Trieste, † 1855)
- Adolfo Gandino, compositore italiano (Bra, n. 1878 - Bologna, † 1940)

## Diplomatici(1)
- Adolfo Alessandrini, diplomatico e giornalista italiano (Suzzara, n. 1902 - Roma, † 1987)

## Direttori della fotografia(1)
- Adolfo Bartoli, direttore della fotografia italiano (Roma, n. 1950 - Roma, † 2024)

## Discoboli(1)
- Adolfo Consolini, discobolo italiano (Costermano, n. 1917 - Milano, † 1969)

## Disegnatori(1)
- Adolfo Matarelli, disegnatore e litografo italiano (n. 1832 - Cisano Bergamasco, † 1887)

## Ematologi(1)
- Adolfo Ferrata, ematologo italiano (n. 1880 - † 1946)

## Fantini(1)
- Adolfo Manzi, fantino italiano (Roma, n. 1953)

## Filologi(1)
- Adolfo Mussafia, filologo e glottologo italiano (Spalato, n. 1835 - Firenze, † 1905)

## Filosofi(2)
- Adolfo Faggi, filosofo e psicologo italiano (Firenze, n. 1868 - Castrezzato, † 1953)
- Adolfo Levi, filosofo italiano (Modena, n. 1878 - Roma, † 1948)

## Fisici(3)
- Adolfo Bartoli, fisico italiano (Firenze, n. 1851 - Pavia, † 1896)
- Adolfo Campetti, fisico italiano (Lucca, n. 1866 - Pavia, † 1947)
- Adolfo Cancani, geofisico italiano (Roma, n. 1856 - † 1904)

## Fotografi(3)
- Adolfo Cartisano, fotografo italiano (Bovalino, n. 1936 - Bovalino, † 1993)
- Adolfo Farsari, fotografo italiano (Vicenza, n. 1841 - Vicenza, † 1898)
- Adolfo Kaminsky, fotografo e antifascista francese (Buenos Aires, n. 1925 - Parigi, † 2023)

## Fotoreporter(1)
- Adolfo Porry Pastorel, fotoreporter italiano (Vittorio Veneto, n. 1888 - Roma, † 1960)

## Funzionari(1)
- Adolfo Leris, funzionario e politico italiano (Torino, n. 1843 - Roma, † 1918)

## Generali(6)
- Adolfo Bava, generale italiano (n. 1864 - Piacenza, † 1940)
- Adolfo Infante, generale italiano (Mantova, n. 1891 - Mantova, † 1970)
- Adolfo Leoncini, generale italiano (Portoferraio, n. 1867 - Siena, † 1957)
- Adolfo Naldi, generale italiano (Firenze, n. 1886 - Fiesole, † 1944)
- Adolfo Rivoir, generale italiano (Vallecrosia, n. 1895 - † 1973)
- Adolfo Tettoni, generale italiano (Sassari, n. 1853 - Roma, † 1922)

## Gesuiti(1)
- Adolfo Nicolás, gesuita spagnolo (Villamuriel de Cerrato, n. 1936 - Tokyo, † 2020)

## Ginnasti(1)
- Adolfo Tunesi, ginnasta italiano (Cento, n. 1887 - Bologna, † 1964)

## Giocatori di calcio a 5(2)
- Adolfo Fagúndez, ex giocatore di calcio a 5 argentino (n. 1957)
- Adolfo Fernández Díaz, giocatore di calcio a 5 spagnolo (Santa Coloma de Gramenet, n. 1993)

## Giocatori di polo(1)
- Adolfo Cambiaso, giocatore di polo argentino (Partido di Cañuelas, n. 1975)

## Giornalisti(1)
- Adolfo Rossi, giornalista, scrittore e diplomatico italiano (Valdentro di Lendinara, n. 1857 - Buenos Aires, † 1921)

## Giuristi(1)
- Adolfo Ravà, giurista italiano (Roma, n. 1879 - Roma, † 1957)

## Imprenditori(2)
- Adolfo Bogoncelli, imprenditore e dirigente sportivo italiano (Treviso, n. 1915 - Milano, † 1989)
- Adolfo Orsi, imprenditore italiano (Modena, n. 1888 - Modena, † 1972)

## Impresari teatrali(1)
- Adolfo Re Riccardi, impresario teatrale e critico teatrale italiano (Torino, n. 1859 - Roma, † 1943)

## Incisori(1)
- Adolfo Orrù, incisore, pittore e scultore italiano (Sassari, n. 1909 - Roma, † 1995)

## Ingegneri(5)
- Adolfo Avena, ingegnere e architetto italiano (Napoli, n. 1860 - Napoli, † 1937)
- Adolfo Brunicardi, ingegnere, giornalista e politico italiano (Bagni di Lucca, n. 1851 - Roma, † 1924)
- Adolfo Hess, ingegnere elettrotecnico e alpinista italiano (Torino, n. 1878 - † 1951)
- Adolfo Kind, ingegnere svizzero (Coira - Pizzo Bernina)
- Adolfo Prasso, ingegnere e militare **NOTA: vedi avviso sopra--> italiano (Addis Abeba, n. 1905 - Lechemti, † 1936)

## Latinisti(1)
- Adolfo Gandiglio, latinista italiano (Susa, n. 1876 - Fano, † 1931)

## Letterati(1)
- Adolfo Bartoli, letterato italiano (Fivizzano, n. 1833 - Genova, † 1894)

## Magistrati(4)
- Adolfo Azcuna, magistrato e giurista filippino (Katipunan, n. 1939)
- Adolfo Beria di Argentine, magistrato, giornalista e giurista italiano (Torino, n. 1920 - Milano, † 2000)
- Adolfo Berio, magistrato e politico italiano (Firenze, n. 1868 - Roma, † 1954)
- Adolfo Giaquinto, magistrato, avvocato e politico italiano (Potenza, n. 1878 - Roma, † 1971)

## Matematici(1)
- Adolfo Viterbi, matematico e geodeta italiano (Mantova, n. 1873 - Ansa di Sant'Osvaldo, † 1917)

## Militari(13)
- Adolfo Azzi, militare e patriota italiano (Trecenta, n. 1837 - Palermo, † 1860)
- Adolfo Della Noce, militare italiano (Torino, n. 1908 - Monte Dunun, † 1936)
- Adolfo Arnoldo Majano, militare e politico salvadoregno (Dipartimento di Morazán, n. 1938)
- Adolfo Marini, militare italiano (Viterbo, n. 1917 - Africa Settentrionale Italiana, † 1941)
- Adolfo Moltedo, militare italiano (Viterbo, n. 1894 - Roma, † 1940)
- Adolfo Philippeaux, militare e schermidore argentino (Mar del Plata, n. 1925 - Mar del Plata, † 2004)
- Adolfo Rebez, militare e aviatore italiano (Trieste, n. 1917 - Amorgos, † 1941)
- Adolfo di Schwarzenberg, militare e nobile austriaco (Marienheide, n. 1551 - Pápa, † 1600)
- Adolfo Scilingo, militare argentino (Bahía Blanca, n. 1947)
- Adolfo Serafino, militare e partigiano italiano (Rivarolo Canavese, n. 1920 - Frossasco, † 1944)
- Adolfo Zamboni, militare, antifascista e partigiano italiano (Cologna Ferrarese, n. 1891 - Padova, † 1960)
- Adolfo Giovanni I del Palatinato-Zweibrücken-Kleeburg, militare svedese (Castello di Stegeborg, n. 1629 - Castello di Stegeborg, † 1689)
- Adolfo Giovanni II del Palatinato-Zweibrücken-Kleeburg, militare e nobile svedese (Bad Bergzabern, n. 1666 - Livonia, † 1701)

## Monaci cristiani(2)
- Adolfo di Osnabrück, monaco cristiano, vescovo cattolico e santo tedesco (Tecklenburg, n. 1185 - Osnabrück, † 1224)
- Adolfo di Essen, monaco cristiano e scrittore tedesco (Essen, n. 1350 - Treviri, † 1439)

## Musicisti(1)
- Adolfo Broegg, musicista italiano (n. 1961 - Spello, † 2006)

## Navigatori(1)
- Adolfo Gregoretti, marinaio e militare italiano (Carrara, n. 1915 - Mar Mediterraneo, † 1943)

## Nobili(30)
- Adolfo Guglielmo di Sassonia-Eisenach, nobile (Weimar, n. 1632 - Eisenach, † 1668)
- Adolfo Federico III di Meclemburgo-Strelitz, nobile (Neustrelitz, n. 1686 - Schwerin, † 1752)
- Adolfo Federico VI di Meclemburgo-Strelitz, nobile (Neustrelitz, n. 1882 - Neustrelitz, † 1918)
- Adolfo di Egmond, nobile olandese (Grave, n. 1438 - Tournai, † 1477)
- Adolfo VI di Berg, nobile († 1348)
- Adolfo di Schaumburg-Lippe, nobile (Bückeburg, n. 1859 - Bückeburg, † 1916)
- Adolfo di Nassau-Schaumburg, nobile tedesco (n. 1629 - † 1676)
- Adolfo, Duca di Jülich-Berg, nobile tedesco (Colonia, † 1437)
- Adolfo I di Berg, nobile tedesco († 1106)
- Adolfo II di Berg, nobile tedesco (monastero di Altenberg)
- Adolfo III di Berg, nobile tedesco (Damietta, † 1218)
- Adolfo IV di Berg, nobile (Neuss, † 1259)
- Adolfo V di Berg, nobile († 1296)
- Adolfo I, conte di Mark, nobile tedesco († 1249)
- Adolfo I di Schaumburg, nobile († 1130)
- Adolfo II di Schaumburg, nobile tedesco (n. 1128 - Demmin, † 1164)
- Adolfo III di Schaumburg, nobile (n. 1160 - † 1225)
- Adolfo IV di Schaumburg, nobile tedesco (n. 1205 - Kiel, † 1261)
- Adolfo VIII di Schaumburg, nobile (n. 1401 - Segeberg, † 1459)
- Adolfo Federico I di Meclemburgo-Schwerin, nobile tedesco (Schwerin, n. 1588 - Schwerin, † 1658)
- Adolfo Federico II di Meclemburgo-Strelitz, nobile (Grabow, n. 1658 - Neustrelitz, † 1708)
- Adolfo d'Assia-Philippsthal-Barchfeld, nobile (Ypres, n. 1743 - Barchfeld, † 1803)
- Adolfo del Palatinato, nobile (Wolfratshausen, n. 1300 - Neustadt an der Weinstraße, † 1327)
- Adolfo, duca di Cambridge, nobile britannico (Buckingham Palace, n. 1774 - Westminster, † 1850)
- Adolfo di Holstein-Gottorp, nobile (Gottorp, n. 1526 - Kiel, † 1586)
- Adolfo Cambridge, I marchese di Cambridge, nobile britannico (Kensington Palace, n. 1868 - Shrewsbury, † 1927)
- Adolfo Federico di Meclemburgo-Schwerin, nobile (Schwerin, n. 1873 - Eutin, † 1969)
- Adolfo I di Schwarzenberg, nobile, imprenditore e filantropo boemo (Vienna, n. 1890 - Bordighera, † 1950)
- Adolfo I di Kleve, nobile (n. 1373 - † 1448)
- Adolfo Giuseppe di Schwarzenberg, nobile, politico e imprenditore boemo (Vienna, n. 1832 - Libějovice, † 1914)

## Partigiani(3)
- Adolfo Grassi, partigiano italiano (Reggio Emilia, n. 1921 - Colombaia di Secchia, † 1944)
- Dolfino Ortolan, partigiano italiano (Carpenedo, n. 1929 - Canizzano, † 1945)
- Adolfo Vigorelli, partigiano italiano (Milano, n. 1921 - Alpe Casarolo, † 1944)

## Patrioti(1)
- Adolfo Wolff, patriota, militare e agente segreto italiano (Augusta)

## Pedagogisti(1)
- Adolfo Pick, pedagogista italiano (Mackovice, n. 1829 - Venezia, † 1894)

## Pianisti(1)
- Adolfo Fumagalli, pianista e compositore italiano (Inzago, n. 1828 - Firenze, † 1856)

## Piloti automobilistici(1)
- Adolfo Schwelm Cruz, pilota automobilistico argentino (Buenos Aires, n. 1923 - Buenos Aires, † 2012)

## Piloti motociclistici(2)
- Adolfo Covi, pilota motociclistico italiano (Milano, n. 1932 - Monza, † 1959)
- Adolfo Marama Toyo, pilota motociclistico e progettista italiano (Fiume - Trieste, † 1946)

## Pittori(15)
- Adolfo Busi, pittore e illustratore italiano (Faenza, n. 1891 - Bologna, † 1977)
- Adolfo Bacci, pittore italiano (Firenze, n. 1856 - Firenze, † 1897)
- Adolfo Balduini, pittore, scultore e incisore italiano (Altopascio, n. 1881 - Barga, † 1957)
- Adolfo Carlo Barone, pittore italiano (Napoli, n. 1861 - † 1936)
- Adolfo Belimbau, pittore italiano (Il Cairo, n. 1845 - Firenze, † 1938)
- Adolfo Callegari, pittore, storico dell'arte e archeologo italiano (Padova, n. 1882 - Arquà Petrarca, † 1948)
- Adolfo De Carolis, pittore, restauratore e decoratore italiano (Montefiore dell'Aso, n. 1874 - Roma, † 1928)
- Adolfo Dumini, pittore e antiquario italiano (Firenze, n. 1863)
- Adolfo Feragutti Visconti, pittore e incisore svizzero (Pura, n. 1850 - Milano, † 1924)
- Adolfo Hohenstein, pittore e pubblicitario tedesco (San Pietroburgo, n. 1854 - Bonn, † 1928)
- Adolfo Levier, pittore italiano (Trieste, n. 1873 - Trieste, † 1953)
- Adolfo Magrini, pittore, illustratore e scenografo italiano (Ferrara, n. 1874 - Milano, † 1957)
- Adolfo Saporetti, pittore italiano (Ravenna, n. 1907 - Milano, † 1974)
- Adolfo Scalpelli, pittore italiano (Tivoli, n. 1888 - Monte Kobilek, chiamato poi Monte Cavallo, † 1917)
- Adolfo Tommasi, pittore italiano (Livorno, n. 1851 - Firenze, † 1933)

## Poeti(6)
- Adolfo Borgognoni, poeta, scrittore e critico letterario italiano (Corropoli, n. 1840 - Pavia, † 1893)
- Adolfo Caminha, poeta e scrittore brasiliano (Aracati, n. 1867 - Rio de Janeiro, † 1897)
- Adolfo Casais Monteiro, poeta, scrittore e critico letterario portoghese (Porto, n. 1908 - San Paolo, † 1972)
- Adolfo De Bosis, poeta, traduttore e dirigente d'azienda italiano (Ancona, n. 1863 - Ancona, † 1924)
- Adolfo Giaquinto, poeta, cuoco e giornalista italiano (Napoli, n. 1846 - Roma, † 1937)
- Adolfo Giuriato, poeta italiano (Vicenza, n. 1881 - Vicenza, † 1945)

## Politici(19)
- Adolfo Alsina, politico argentino (Buenos Aires, n. 1829 - Carhué, † 1877)
- Adolfo Baiocchi, politico italiano (Abbadia San Salvatore, n. 1895)
- Adolfo Battaglia, politico e giornalista italiano (Viterbo, n. 1930)
- Adolfo De Foresta, politico italiano (Nizza Marittima, n. 1825 - Roma, † 1886)
- Adolfo Facchini, politico italiano (Lione, n. 1926 - Carrara, † 2012)
- Adolfo Ferrari, politico italiano (Pievepelago, n. 1860 - Modena, † 1932)
- Adolfo Fiumanò, politico italiano (Villa San Giuseppe, n. 1914 - † 2005)
- Adolfo di Hohenlohe-Ingelfingen, politico e principe tedesco (Breslavia, n. 1797 - Koschentin, † 1873)
- Adolfo López Mateos, politico messicano (Atizapán de Zaragoza, n. 1909 - Città del Messico, † 1969)
- Adolfo Orlandi, politico italiano (n. 1411)
- Adolfo Parmaliana, politico italiano (Castroreale, n. 1958 - Patti, † 2008)
- Adolfo Porcellini, politico italiano (Rimini, n. 1884 - † 1973)
- Adolfo Ruiz Cortines, politico e militare messicano (Veracruz, n. 1890 - Città del Messico, † 1973)
- Adolfo Salminci, politico e avvocato italiano (Cerignola, n. 1884 - Roma, † 1971)
- Adolfo Sarti, politico italiano (Torino, n. 1928 - Roma, † 1992)
- Adolfo Suárez, politico e avvocato spagnolo (Cebreros, n. 1932 - Madrid, † 2014)
- Adolfo Urso, politico italiano (Padova, n. 1957)
- Adolfo Zaldívar, politico e avvocato cileno (Santiago del Cile, n. 1943 - † 2013)
- Adolfo Zordan, politico italiano (Padova, n. 1953)

## Presbiteri(1)
- Adolfo Barberis, presbitero italiano (Torino, n. 1884 - Torino, † 1967)

## Principi(1)
- Adolfo I di Schaumburg-Lippe, principe (Bückeburg, n. 1817 - Bückeburg, † 1893)

## Pugili(1)
- Adolfo Horta, pugile cubano (n. 1957 - Camagüey, † 2016)

## Registi(2)
- Adolfo Aristarain, regista cinematografico e sceneggiatore argentino (Buenos Aires, n. 1943)
- Adolfo Baruffi, regista italiano (Ferrara, n. 1926 - Gambassi Terme, † 2013)

## Religiosi(1)
- Adolfo L'Arco, religioso, teologo e filosofo italiano (Teano, n. 1916 - Vico Equense, † 2010)

## Sceneggiatori(1)
- Adolfo Franci, sceneggiatore e critico cinematografico italiano (Firenze, n. 1895 - Roma, † 1954)

## Schermidori(1)
- Adolfo Guido Lavalle, schermidore argentino (Concordia, n. 1912 - Buenos Aires, † 1982)

## Scrittori(5)
- Adolfo Albertazzi, scrittore italiano (Bologna, n. 1865 - Bologna, † 1924)
- Adolfo Bioy Casares, scrittore, giornalista e saggista argentino (Buenos Aires, n. 1914 - Buenos Aires, † 1999)
- Lauro De Bosis, scrittore, poeta e antifascista italiano (Roma, n. 1901 - Mar Tirreno, † 1931)
- Adolfo Oxilia, scrittore italiano (Parma, n. 1899 - Firenze, † 1992)
- Adolfo Padovan, scrittore italiano (Luino, n. 1869 - Milano, † 1930)

## Scultori(8)
- Adolfo Apolloni, scultore e politico italiano (Roma, n. 1855 - Roma, † 1923)
- Adolfo Cozza, scultore, inventore e archeologo italiano (Orvieto, n. 1848 - Roma, † 1910)
- Adolfo Galducci, scultore italiano (Firenze)
- Adolfo Laurenti, scultore italiano (Monte Porzio Catone, n. 1858 - Roma, † 1944)
- Adolfo Lucarini, scultore e pittore italiano (Milano, n. 1890 - Genova, † 1959)
- Adolfo Rollo, scultore italiano (Bari, n. 1898 - Giovinazzo, † 1985)
- Adolfo Romano, scultore e pittore italiano (Messina, n. 1894 - Messina, † 1972)
- Adolfo Wildt, scultore italiano (Milano, n. 1868 - Milano, † 1931)

## Sindacalisti(1)
- Nino Cristofori, sindacalista e politico italiano (Ferrara, n. 1930 - Ferrara, † 2015)

## Sovrani(5)
- Adolfo di Nassau, sovrano (Göllheim, † 1298)
- Adolfo Federico V di Meclemburgo-Strelitz, sovrano tedesco (Neustrelitz, n. 1848 - Berlino, † 1914)
- Adolfo II di Schaumburg-Lippe, sovrano tedesco (Stadthagen, n. 1883 - Zumpango, † 1936)
- Adolfo Federico di Svezia, sovrano (Gottorp, n. 1710 - Stoccolma, † 1771)
- Adolfo di Lussemburgo, sovrano (Biebrich, n. 1817 - Lenggries, † 1905)

## Stilisti(1)
- Adolfo, stilista cubano (L'Avana, n. 1923 - New York, † 2021)

## Storici(3)
- Adolfo Dollero, storico italiano (Torino, n. 1872 - Città del Messico, † 1936)
- Adolfo Mangini, storico e commediografo italiano (Livorno, n. 1854 - Livorno, † 1929)
- Adolfo Omodeo, storico e politico italiano (Palermo, n. 1889 - Napoli, † 1946)

## Storici dell'arte(1)
- Adolfo Venturi, storico dell'arte italiano (Modena, n. 1856 - Santa Margherita Ligure, † 1941)

## Vescovi(1)
- Adolfo di Cambrai, vescovo francese (Arras - Arras, † 728)

## Vescovi cattolici(2)
- Adolfo González Montes, vescovo cattolico spagnolo (Salamanca, n. 1946)
- Adolfo III di Mark, vescovo cattolico tedesco (Kleve, † 1394)

## Viaggiatori(1)
- Antonio Antognoli, viaggiatore italiano (Lucca, n. 1826 - Suakin, † 1868)

## Violinisti(1)
- Adolfo Betti, violinista italiano (Bagni di Lucca, n. 1875 - Bagni di Lucca, † 1950)

## Wrestler(2)
- Dino Bravo, wrestler italiano (Campobasso, n. 1948 - Laval, † 1993)
- La Parka, wrestler messicano (Querétaro, n. 1965)

## Senza attività specificata(2)
- Adolfo II, conte di Mark, conte († 1347)
- Adolfo Manis, ex politico italiano (Iglesias, n. 1945)